# Загард
Загард (нем. Sagard) — община в Германии, в земле Мекленбург-Передняя Померания.
Входит в состав района Рюген. Подчиняется управлению Норд-Рюген. Население составляет 2,6 тыс. человек (2009); в 2003 г. — 3,0 тысяч. Занимает площадь 27,93 км².